# 7565 Zipfel
7565 Zipfel eller 1988 RD11 är en asteroid i huvudbältet som upptäcktes den 14 september 1988 av den amerikanska astronomen Schelte J. Bus vid Siding Spring-observatoriet. Den är uppkallad efter Jutta Zipfel.